# Bellaterra
Bellaterra és un barri del municipi de Cerdanyola del Vallès, constituït en entitat municipal descentralitzada, juntament amb Can Domènec i el Turó de Sant Pau, des del dia 3 de novembre del 2009. L'any 2019 tenia 2.859 habitants. El barri és un exemple de les ciutats jardí noucentistes que es van crear a Catalunya a principi del segle xx. D'altres exemples són S'Agaró o Terramar.

## Història
El barri va ser iniciat com a urbanització l'any 1929 pel farmacèutic Bartomeu, de Cerdanyola, qui va parcel·lar uns terrenys del seu sogre i va aconseguir que s'hi fes una parada dels ferrocarrils catalans, que entrà en servei el 22 de juny del 1930 (aleshores el servei era operat per la companyia Ferrocarrils de Catalunya, SA (FCC)).
A principi dels anys 30 arquitectes com Lluís Girona o Emili Sala Pibernat van començar a construir algunes cases de segona residència a la zona de Can Domènec. El projecte oficial d'urbanització de la zona no s'aprovaria fins uns anys després, el 1934.
L'any 1992 Bellaterra va demanar per via administrativa ser un municipi, l'expedient va acabar denegat perquè no complia amb la distància mínima de tres quilòmetres de terreny no urbanitzable.
Amb els anys, la urbanització es va anar ampliant progressivament i distanciant de la vida social de Cerdanyola, fins que, el dia 27 de juny del 2008, la Comissió de Política Territorial de la Generalitat de Catalunya va aprovar l'expedient de proposta d'entitat municipal descentralitzada.
El mes de setembre de 2015 es va celebrar una consulta per decidir si es convertien en municipi independent de Cerdanyola del Vallès. La pregunta va ser «Vol que Bellaterra esdevingui un municipi?» i les respostes possibles eren Sí, No i Altres. Ramon Andreu, president de l'entitat municipal descentralitzada, va revalidar la majoria absoluta més àmplia de Catalunya, amb més del 63% de vots. Cerdanyola ja va patir una segregació als anys 90, amb la formació de Badia del Vallès. La consulta va acabar amb el vot a favor del 94% dels electors i una participació total d'un 53,57% dels censats.
El desembre de 2018 es va iniciar una recollida de signatures per part d'una comissió de veïns per demanar que Bellaterra es pugui segregar per annexionar-se a Sant Cugat del Vallès. Es basa en el decret 244/2007 sobre els límits territorials del municipis, que estableix que amb un 50% de signatures del cens es pot engegar el procés administratiu. El febrer de 2019 es va anunciar que ja s'havia aconseguit que més del 50% dels veïns de Bellaterra haguessin signat per iniciar els tràmits per annexionar-se a Sant Cugat.

## Geografia
El turó de Mataric, on hi ha situada una taula d'orientació del Club Muntanyenc de Sant Cugat, marca el límit entre els termes de Sant Cugat del Vallès, Sant Quirze del Vallès i Bellaterra (dins el municipi de Cerdanyola).
El pla dels Estels, una esplanada de la serra de Galliners amb petits accidents geogràfics (d'uns quatre metres d'alçada), visitat normalment per ciclistes, motoristes o per parelles que van cercant intimitat, és erròniament classificat com a territori de Bellaterra com que pertany a Sant Cugat, a la urbanització de Can Sant Joan.
A dins del nucli de població s'hi pot trobar el Parc del Pedregar, un jardí-museu de 12000 m² amb restaurant, grans jardins amb fonts i salts d'aigua i escultures firmades per artistes com Subirachs, Crespo Rivera, Vicente Larrea, Vasallo, Charles Collet o Perceval, així com arcades de marbre de Carrara i amfiteatre a l'aire lliure per 150 persones i la parròquia de la Santa Creu. El 2010 s'hi ha fet una reforma de l'edifici on abans hi havia El Club. S'ha instal·lat un supermercat de la cadena Condis i un quiosc, on es pot accedir (a ambdós llocs) des de la plaça del Pi, on hi ha l'estació dels FGC. En aquesta mateixa plaça hi ha una construcció que anys enrere havia estat un quiosc, freqüentat per alumnes de l'escola Ramon Fuster que baixen cada dia per agafar el tren. Aquest es va tancar permanentment sense previ avís. A la plaça Maragall hi ha una pizzeria (Cal Lambert).
Entre Bellaterra i el nucli de Serraperera, a la vall de Moronta, s'hi troba el campus de la Universitat Autònoma de Barcelona, edificat el 1968 i inaugurat el 1971.